# Ray Bowden
Edwin Raymond Bowden (Looe, 13 settembre 1909 – Plymouth, 23 settembre 1998) è stato un calciatore inglese.

## Carriera
È stato un famoso calciatore dell'Arsenal.

## Palmarès

### Club

#### Competizioni nazionali
- Campionato inglese: 2

Arsenal: 1933-1934, 1934-1935
- Coppa d'Inghilterra: 1

Arsenal: 1935-1936
- Community Shield: 2

Arsenal: 1933, 1934